# Spinther oniscoides
Spinther oniscoides é uma espécie de anelídeo pertencente à família Spintheridae.
A autoridade científica da espécie é Johnson, tendo sido descrita no ano de 1845.
Trata-se de uma espécie presente no território português, incluindo a sua zona económica exclusiva.